# Károly Mária Izidor spanyol infáns
Károly Mária Izidor (spanyolul: Carlos María Isidro; Aranjuez, Spanyol Királyság, 1788. március 29. – Trieszt, Osztrák Császárság, 1855. március 10.), Bourbon-házból származó spanyol infáns, Molina grófja, IV. Károly spanyol király és Parmai Mária Lujza királyné második felnőttkort megélt fia, aki a karlisták szemében II. Izabella spanyol királynővel szemben Spanyolország királya V. Károly néven (spanyolul: Carlos V) 1833-tól 1845-ös haláláig.
Az infáns VII. Ferdinánd spanyol király fiatalabb testvére volt. 1816-ban vette feleségül unokahúgát, nővére, Sarolta Johanna portugál királyné leányát, Mária Franciska infánsnőt, akitől három fia született, köztük a trónkövetelői címért tovább harcoló János Károly, Montizón grófja (VI. Károly néven).
Don Carlos ellenezte testvére liberális politikáját és a katolikus egyház támogatója volt. VII. Ferdinánd király 1833-as halálát követően vitatta unokahúga, II. Izabella és a régens Mária Krisztina királyné hatalomhoz való jogát. Követőivel kirobbantotta a közel hét éven át tartó első karlista háborút (1833–40), ám a trónt végül sem ő, sem a harcokat a 20. század közepéig tovább folytató örökösei sem tudták megszerezni. 1855-ben, hatvanhat évesen hunyt el osztrák emigrációban, Triesztben.

## Származása
Don Carlos infáns 1788. március 29-én született a Madrid környéki Aranjuezben, a Bourbon-ház spanyol ágának tagjaként. Édesapja IV. Károly spanyol király, aki III. Károly király és Szászországi Mária Amália fia volt. Apai nagyapai dédszülei V. Fülöp spanyol király és Farnese Erzsébet (II. Odoardo parmai herceg leánya), míg apai nagyanyai dédszülei III. Ágost lengyel király és szász választófejedelem és Habsburg Mária Jozefa főhercegnő (I. József német-római császár és  magyar király leánya) voltak.
Édesanyja szintén a Bourbon-házból származott, Mária Lujza Bourbon–parmai hercegnő, I. Fülöp parmai herceg és Franciaországi Lujza Erzsébet királyi hercegnő leánya volt. Anyai nagyapai dédszülei szintén III. Károly spanyol király és Szászországi Mária Amália királyné, míg anyai nagyanyai dédszülei XV. „Hőnszeretett” Lajos francia király és Leszczyńska Mária királyné (I. Leszczyński Szaniszló lengyel király leánya) voltak. Don Carlos szülei közeli rokoni kapcsolatban álltak, első-unokatestvérek voltak.
Az infáns volt szülei tizennégy gyermeke közül a tizedik, egyben a hatodik fiúgyermek. Felnőttkort megért testvérei között olyan magas rangú személyek vannak mint Sarolta Johanna infánsnő, VI. János portugál király felesége (az ő frigyükből származó harmadik leánygyermek lett Don Carlos későbbi felesége); továbbá Mária Amália infánsnő, aki atyai nagybátyjukhoz, Antal Paszkál spanyol infánshoz ment feleségül; Mária Lujza, Lucca uralkodó hercegnője, I. Lajos etruriai király hitvese; VII. Ferdinánd spanyol király; Mária Izabella infánsnő, aki I. Ferenc nápoly–szicíliai király második felesége lett; valamint Ferenc de Paula, Cádiz hercege.

## Házassága és gyermekei
Don Carlos infáns felesége a Bragança-házból származó Mária Franciska portugál infánsnő, saját apai unokahúga lett. Az infánsnő volt VI. János portugál király és Spanyolországi Sarolta Johanna (IV. Károly spanyol király leányának, egyben Don Carlos apai nagynénjének) ötödik gyermeke. Házasságukra 1816. szeptember 22-én került sor Madridban. Kapcsolatukból összesen három fiúgyermek született. Gyermekeik:
- Don Carlos Luis infáns (1818. január 31. – 1861. január 13.), Montemolin grófja
- Juan Carlos infáns (1822. május 15. – 1887. november 18.), Montizón grófja
- Don Fernando María infáns (1824. október 19. – 1861. január 2.), spanyol infáns